# Green Days by the River
Green Days by the River ist ein in einem komplexen politischen Umfeld entstandener, allegorischer Coming-of-Age-Roman des trinidadischen Autors und Historikers Michael Anthony. Er entstand während Anthonys Zeit in London und wurde dort 1967 vom Verlag André Deutsch erstveröffentlicht. Thema ist ein im ländlichen Trinidad aufwachsender Teenager, der zwischen zwei ethnisch und charakterlich unterschiedlichen Mädchen hin- und hergerissen ist, primär aber sich selbst und seinen Platz in der Gesellschaft finden muss.

## Handlung
1952 im kolonialen Trinidad: Die Familie des 15-jährigen Schwarzen Shell zieht von Radix nach Pierre Hill im Mayaro District (heute Mayaro-Rio Claro). Er freundet sich schnell mit anderen Jungen im Dorf an, insbesondere mit Lennard und Joe. Außerdem verdingt er sich als Hilfskraft bei Herrn Gidharee, dem bedeutendsten Landwirt des Ortes. Dieser sieht in dem tüchtigen Jungen einen potenziellen Schwiegersohn und stellt ihn seiner Tochter Rosalie vor. Rosalie ist eine Dougla, Tochter ihres indischstämmigen Vaters und seiner schwarzen Frau, und bei den Jungen in Pierre Hill wegen ihrer Schönheit beliebt. Shell und Rosalie kommen sich näher, doch während ersterer Anzeichen von Verliebtheit an sich feststellt, genießt Rosalie auch die Aufmerksamkeit der anderen Jungen und flirtet mit Lennard und Joe. Auf einer Tanzveranstaltung in Mayaro lernt Shell Joan aus Sangre Grande kennen, zu der er sich hingezogen fühlt, was bei Rosalie erste Anzeichen von Eifersucht auslöst.
Shells gesundheitlich stark angeschlagener Vater wird ins Krankenhaus in Port of Spain eingeliefert. Trotz Zuspruch aus der Nachbarschaft, insbesondere von Rosalie und ihrer Mutter, fühlt sich Shell allein und überfordert. Er teilt Herrn Gidharee mit, dass er die Schule abbrechen und sich Arbeit suchen muss; diese findet er auf den Kokosplantagen der Umgebung. Ein Besuch beim Vater verdeutlicht ihm den Ernst von dessen Lage, zumal der Vater mit ihm ungewöhnlich ernst über seine Zukunft spricht. Auf dem Rückweg macht er Station in Sangre Grande und besucht Joan. Die beiden kommen sich näher, es kommt mit der Zeit zu einer Beziehung zwischen den beiden, die weder durch die räumliche Distanz noch durch den Bildungsunterschied zwischen dem Dörfler Shell und der Städterin Joan signifikant belastet wird. Als Shells Vater über Weihnachten für eine Zeit nach Hause kommt, rät er seinem Sohn zu einer Beziehung mit Rosalie, gestattet dann aber aus väterlicher Liebe doch das Verhältnis zu Joan.
Im Rahmen einer Party hat Shell in alkoholisiertem Zustand Sex mit Rosalie. Er wird danach von Schuldgefühlen geplagt, erzählt Joan aber nichts davon. Die Beziehung zwischen den beiden festigt sich. Im März geht Shell wieder mit Herrn Gidharee auf die Felder. Dieser gibt Shell nach einigen Andeutungen klar zu verstehen, dass er einen One-Night-Stand mit seiner Tochter nicht toleriert und ein Bekenntnis zu Rosalie erwartet. Zur Demonstration seiner Macht manipuliert er seine Hunde so, dass sie Shell anfallen. Dieser erleidet signifikante Verletzungen, was ihn für einige Tage ans Bett fesselt. In dieser Situation verschlimmert sich der Gesundheitszustand von Shells Vater; er wird wieder ins Krankenhaus von Port of Spain eingeliefert und stirbt kurz darauf. Auf dem Weg nach Port of Spain denkt Shell gründlich über seine Situation und die seiner Mutter nach und entschließt sich trotz seiner nach wie vor bestehenden Gefühle für Joan für ein Leben mit Rosalie. Der Roman schließt mit einer Szene inmitten überbordender Natur, in der die Vaterfigur Gidharee seinem zukünftigen Schwiegersohn Shell, der ob der bevorstehenden Hochzeit mit Rosalie von Nervosität und Versagensängsten geplagt wird, voller Empathie versichert, dass sich schlussendlich alles zum Guten wenden werde.

## Hintergrund

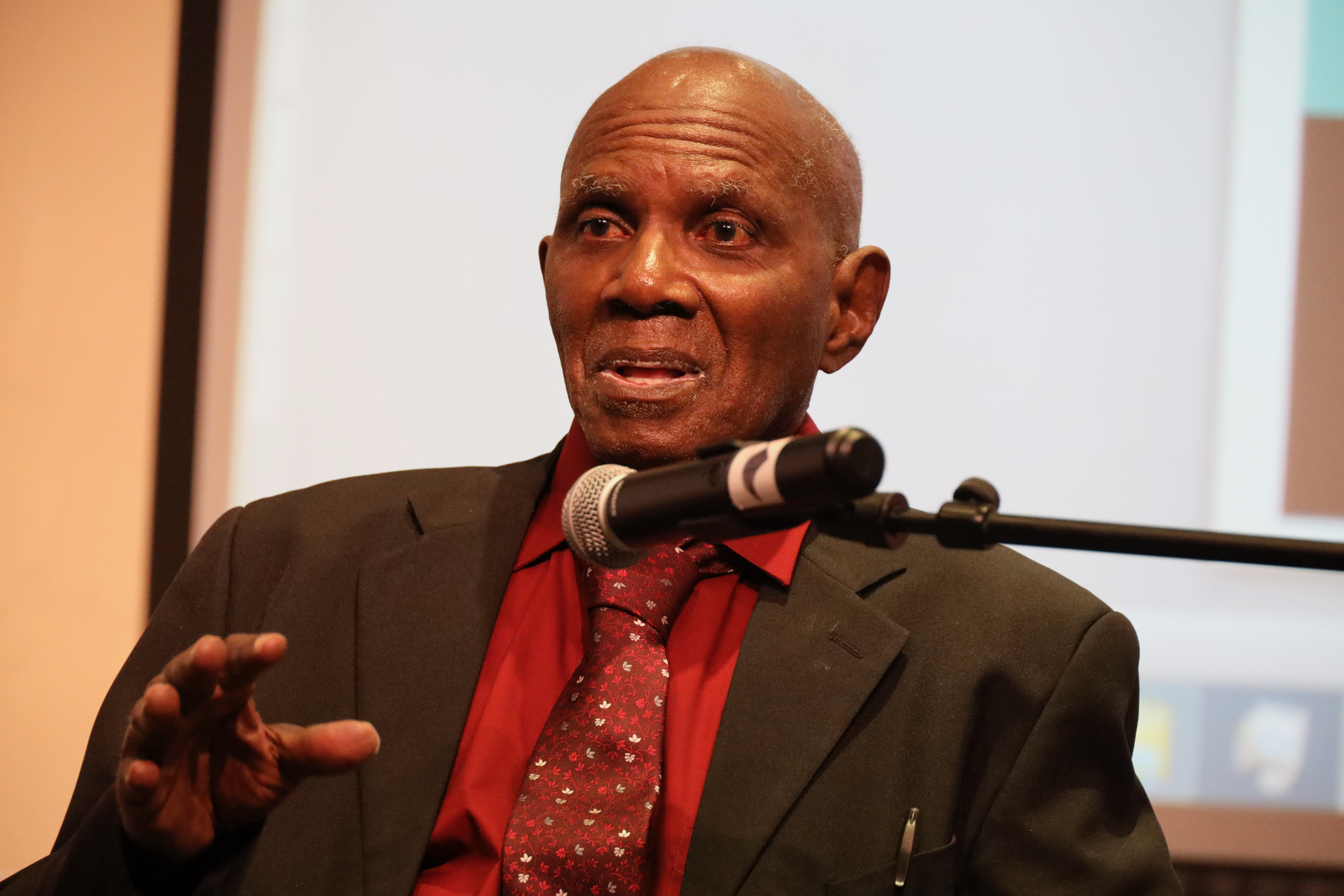
Michael Anthony (2020)

Green Days by the River spielt in einer Zeit des Umbruchs auf Trinidad; die Ölindustrie bestimmte einen rasanten wirtschaftlichen Aufschwung, während der Wunsch nach Unabhängigkeit von der Kolonialmacht Großbritannien zunahm. Zur Zeit der Entstehung des Romans war Trinidad seit fünf Jahren unabhängig, und trinidadische Schriftsteller wie V.S. Naipaul oder Samuel Selvon beschäftigten sich in ihrem Schaffen mit dem politischen Geschehen. Neben dem Verhältnis zur ehemaligen Kolonialmacht und der Situation der Arbeiter in der Öl- und Zuckerindustrie war die Situation der afrikanischstämmigen Trinidadier ein zentrales Thema, das im April 1970 im Black Power Uprising kumulierte. Anthonys Roman spielt knapp vor dieser Zeit, lässt politische Entwicklungen scheinbar außen vor und konzentriert sich auf das Lebensumfeld seiner Protagonisten in ihrem lokalen Umfeld. Durch die Wahl ethnisch unterschiedlicher Hauptfiguren nimmt Anthony aber doch Bezug auf tagespolitische Themen und zeichnet ein liberales und versöhnliches Bild der Gesellschaft, verdichtet personifiziert durch die Dorfgemeinschaft in Pierre Hill.
Green Days by the River wurde wegen seines allegorischen Statements nach Erscheinen Bestandteil des nationalen Diskurses. Der Roman wird in Trinidad und Tobago und Großbritannien in Schulen für den Literaturunterricht an weiterführenden Schulen eingesetzt. 2015 begannen die Vorbereitungen für eine Verfilmung des Romans durch den trinidadischen Regisseur und Dokumentarfilmer Michael Mooleedhar; die Finanzierung erfolgte unter anderem durch den trinidadischen Kommunikationskonzern TSTT. Der Film feierte seine Premiere 2017 auf dem Trinidad and Tobago Film Festival.

## Rezeption
Auf Goodreads.com aggregieren sich 643 Wertungen zu einer Gesamtwertung von 4.06/5 Punkten. Sylvia Winter stellte in einem zeitgenössischen Review im Fachmagazin Caribbean Studies eine formelle Nähe zum Schaffen Samuel Selvons her. Beide seien unter den karibischen Schriftstellern diejenigen, die am wenigsten als „Intellektuelle“ zu bezeichnen seien, und beide zeichneten in ihrem Werk das Bild einer kulturellen Fusion, die den Menschen unabhängig von der Herkunft seiner Vorfahren zu einem Trinidadier mache. Anthony hat wie etwa 40 % der Trinidadier schwarze Vorfahren, Selvon wie etwa 40 % der Trinidadier indische. Winter stellte in diesem Zusammenhang heraus, dass Green Days by the River ein politisches Buch sei und einen Gegenentwurf zur offiziellen Rassenpolitik des in seinen Endzügen liegenden Kolonialsystems darstelle – dieses sei zum Zeitpunkt der Romanhandlung (1952) eurozentristisch gewesen, während Anthony ein realistisches Bild der tatsächlichen Verhältnisse dieser Zeit zeichnete, in der Kultur viel mehr als Rasse bedeute und die Menschen unterschiedliche Hintergründe, aber eine gemeinsame Gegenwart und Zukunft hätten. Winter wertet, Green Days by the River sei „die Beschwörung der offiziell verkannten Kultur der Karibikbewohner“ und ihrer Lebensweise. Stefano Harney, Autor und Professor für strategisches Management an der Singapore Management University, analysierte in seinem Buch Nationalism and Identity: Culture and the Imagination in a Caribbean Diaspora, dass Anthony mit Green Days by the River seinen persönlichen Beitrag zur damals den Kulturbetrieb dominierenden nationalen Identitätsfindung geleistet habe, indem er eine Studie über den Mikrokosmos der Menschen des Landes ablieferte, die die zentrale Aussage habe, dass indisch- und afrikanischstämmige Trinidadier eine gemeinsame Kultur teilten. Harney sieht in der Hochzeit zwischen Shell und Rosalie eine Allegorie auf die „Hochzeit“ der Indo-Trinidadier und der Afro-Trinidadier im Rahmen der Unabhängigkeit des Landes, die aus der dreihundert Jahre alten Tradition der Schwarzen in Trinidad und der heimatbezogenen Kultur der erst seit Mitte des 19. Jahrhunderts in Trinidad heimischen Indo-Trinidadier eine neue Identität schaffe, die auf Kompromissen und der Aufgabe althergebrachten Gedankenguts basiere. Im pankaribischen Lifestylemagazin Caribbean Current sah Rezensentin Kerriann Toby zwei zentrale Elemente des Romans. Der Titel und die von Anthony plastische beschriebene, überbordende, aber letztendlich überreife Vegetation Trinidads seien Sinnbilder für aus Bequemlichkeit getroffene Entscheidungen, bei denen man Warnzeichen ignoriere, um sich keine Gedanken machen zu müssen. Außerdem mahne der Roman, dass Entwicklungen und Entscheidungen nicht im Vakuum geschähen bzw. getroffen würden, sondern stets vor dem Hintergrund ihrer soziokulturellen Einbettung zu betrachten wären. Das US-Magazin Kirkus Reviews sah in Anthonys Aufbau des Romans „das sanfte Vorspiel und die finale Verwüstung eines Tropensturms“. Der Autor haben einen „unauffälligen“ Schreibstil und spreche mit seinem Roman eine „wählerische, aber nicht zu spezielle Zielgruppe“ an. Allreaders.com lobte den glaubwürdigen Hauptcharakter, der dem Leser visualisiere, wie die Psyche eines Heranwachsenden funktioniere und aus welchen Gründen er Entscheidungen treffe.
Green Days by the River war finanziell sehr erfolgreich. Laut Anthony verkaufte sich der Roman allein in der Karibik rund 800.000 Mal.